# Yasuyo Yamagishi
Pour les articles homonymes, voir Yamagishi.
Yasuyo Yamagishi (山岸 靖代, Yamagishi Yasuyo), née le 28 novembre 1979, est une joueuse internationale de football japonaise.

## Biographie
Le 8 décembre 1998, elle fait ses débuts avec l'équipe nationale japonaise lors de la Jeux asiatiques de 1998, contre la Thaïlande. Elle participe à la Coupe du monde 2003 et Jeux olympiques d'été 2004. Elle compte 60 sélections et 6 buts en équipe nationale du Japon de 1998 à 2005.

## Statistiques
Le tableau ci-dessous présente les statistiques de Yasuyo Yamagishi en équipe nationale
| Équipe du Japon | Équipe du Japon | Équipe du Japon |
| Année           | Matchs          | Buts            |
| --------------- | --------------- | --------------- |
| 1998            | 4               | 1               |
| 1999            | 5               | 3               |
| 2000            | 5               | 1               |
| 2001            | 11              | 0               |
| 2002            | 11              | 0               |
| 2003            | 12              | 1               |
| 2004            | 10              | 0               |
| 2005            | 2               | 0               |
| Total           | 60              | 6               |

## Palmarès
- Finaliste de la Coupe d'Asie 2001